# Myjava (rijeka)
Myjava je rijeka je u zapadnoj  Slovačkoj i istočnoj Češkoj, lijevi pritok Morave dug 79 km.

## Opis
Površina sliva iznosi 806 km². Izvire na Bijelim Karpatima u istočnoj Češkoj u pokrajini Južnoj Moravskoj kod sela Nová Lhota na visini od 660 metara. Ubrzo zatim prelazi u Slovačku, te se ulijeva u Moravu kod sela Kúty na nadmorskoj visino od 152 metra.
- Pokrajine i krajevi kroz koje teče rijeka Myjava:
  -  Južna Moravska
  -  Trenčinski kraj
  -  Trnavski kraj

- Gradovi kroz koje prolazi.
  - Myjava
  - Šaštín-Stráže
  - Senica

## Vanjske poveznice

### Ostali projekti
|  | Zajednički poslužitelj ima još gradiva o temi Myjava |